# Dorsale Mohns

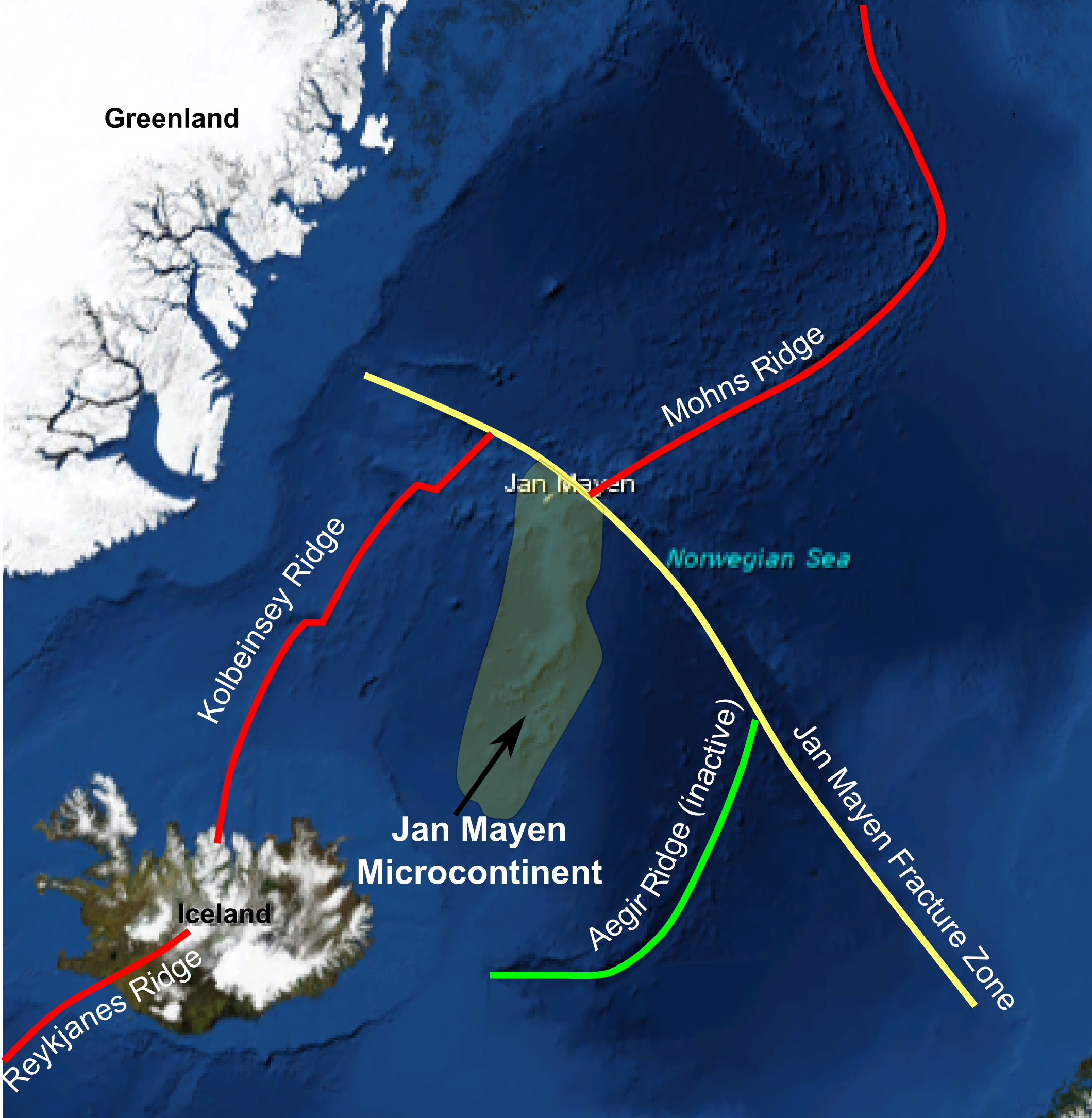
Carte des dorsales entre l'Islande et l'île Jan Mayen dont la dorsale Mohns au nord-est.

La dorsale Mohns est une section de la dorsale médio-Atlantique située au nord de l'océan Atlantique et dans le sud de l'océan Arctique, au nord-est de l'île de Jan Mayen, au sud-ouest du Svalbard, à l'est du Groenland et à l'ouest du nord de la Norvège.
Son extrémité sud, formée par la zone de fracture de Jan Mayen, se trouve à proximité des côtes nord de l'île de Jan Mayen.